# Melunghi Kang
Der Melunghi Kang ist ein Berg im Himalaya an der Grenze zwischen Bhutan und der Volksrepublik China.
Der Berg gilt als einer der höchsten unbestiegenen Gipfel der Erde.
Es gibt unterschiedliche Angaben zu seiner Höhe: 6902 m und 7000 m. Nach Westen führt ein Grat zum 7570 m hohen Gangkhar Puensum.